# Тулупчатый шмель
Шмель тулупчатый (лат. Bombus wurflenii) — вид насекомых из семейства настоящих пчёл (Apidae).
Реликт Ледникового периода, характерный для горных лугов. В России ареал вида охватывает горы южного Урала. Численность низкая. Занесён в Красную книгу России. В опушении преобладают черные или темно-коричневые (голова, широкая перевязь на спинке между основаниями крыльев, первый и второй тергиты брюшка), жёлтые (передняя часть спинки и щитик) и оранжевато-бурые волоски (последние тергиты брюшка).
В последнее время рассматривается в качестве подвида в составе вида Bombus wurflenii Radoszkowski, 1859, распространённого в центральной и восточной Европе. Вид относится к подроду Alpigenobombus и является его единственным представителем в Европе.